# Tapinoma emeryi
Tapinoma emeryi este o specie de furnici din genul Tapinoma. Descrisă de Ashmead în 1905, specia este endemică în Tanzania și Filipine.